# 여수 하멜전시관

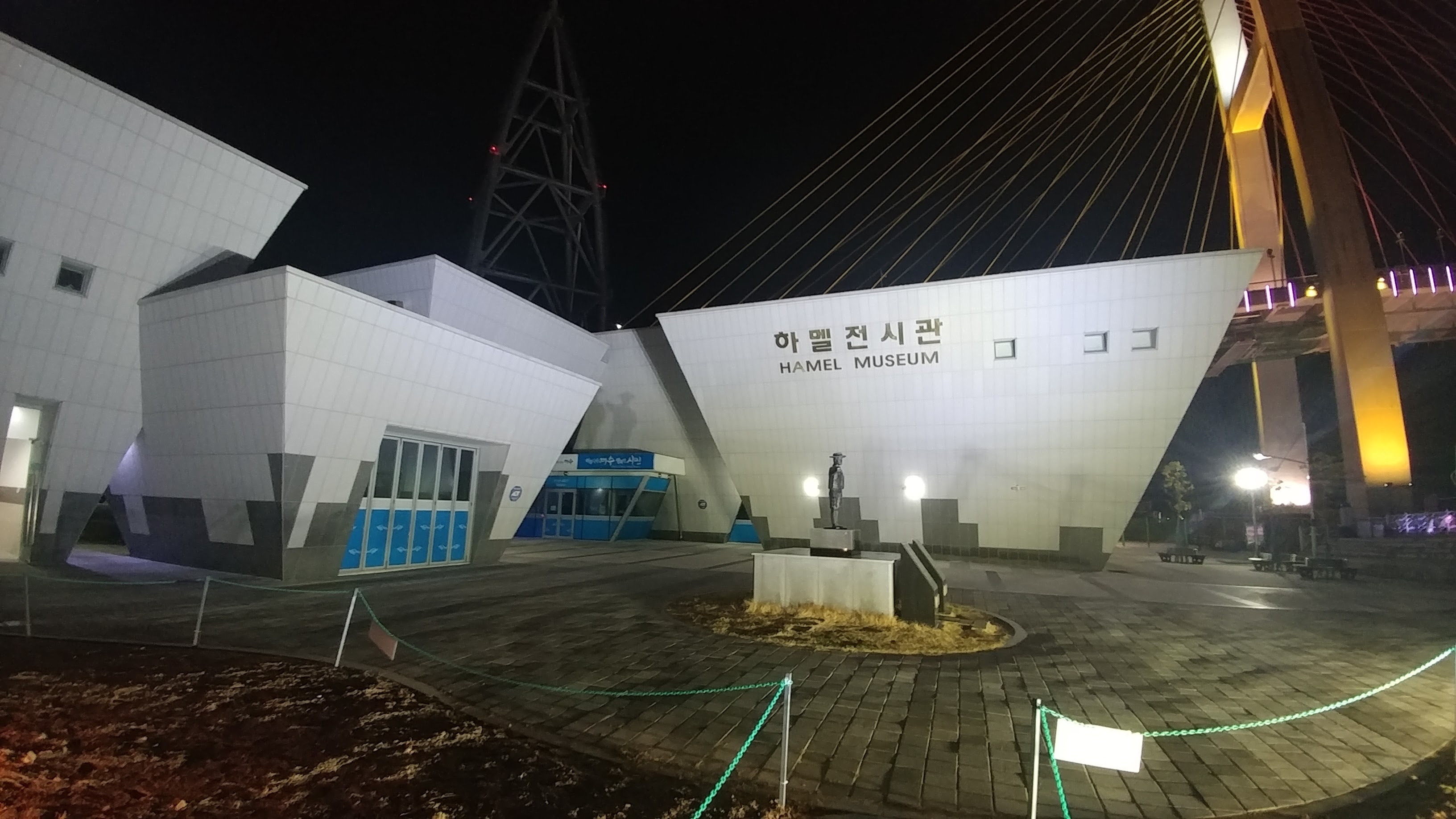
여수 하멜전시관

여수 하멜전시관은 전라남도 여수시에 위치한 전시관으로 네덜란드인 헨드릭 하멜 Hensrik Hamel(1630-1692)을 기리기 위해 건립되었다. 하멜은 13년 동안 조선에 머물며 1653-1666년까지의 경험을 <Hamel's JOurnal and a Description of the Kingdom of Korea"(1668)에 기록했으며, 1659년부터 7년간 여수에 억류되었다가 1666년 9월 4일 일본으로 탈출했다. 여수에는 하멜전시관 외에도 하멜등대가 자리한다.

## 갤러리

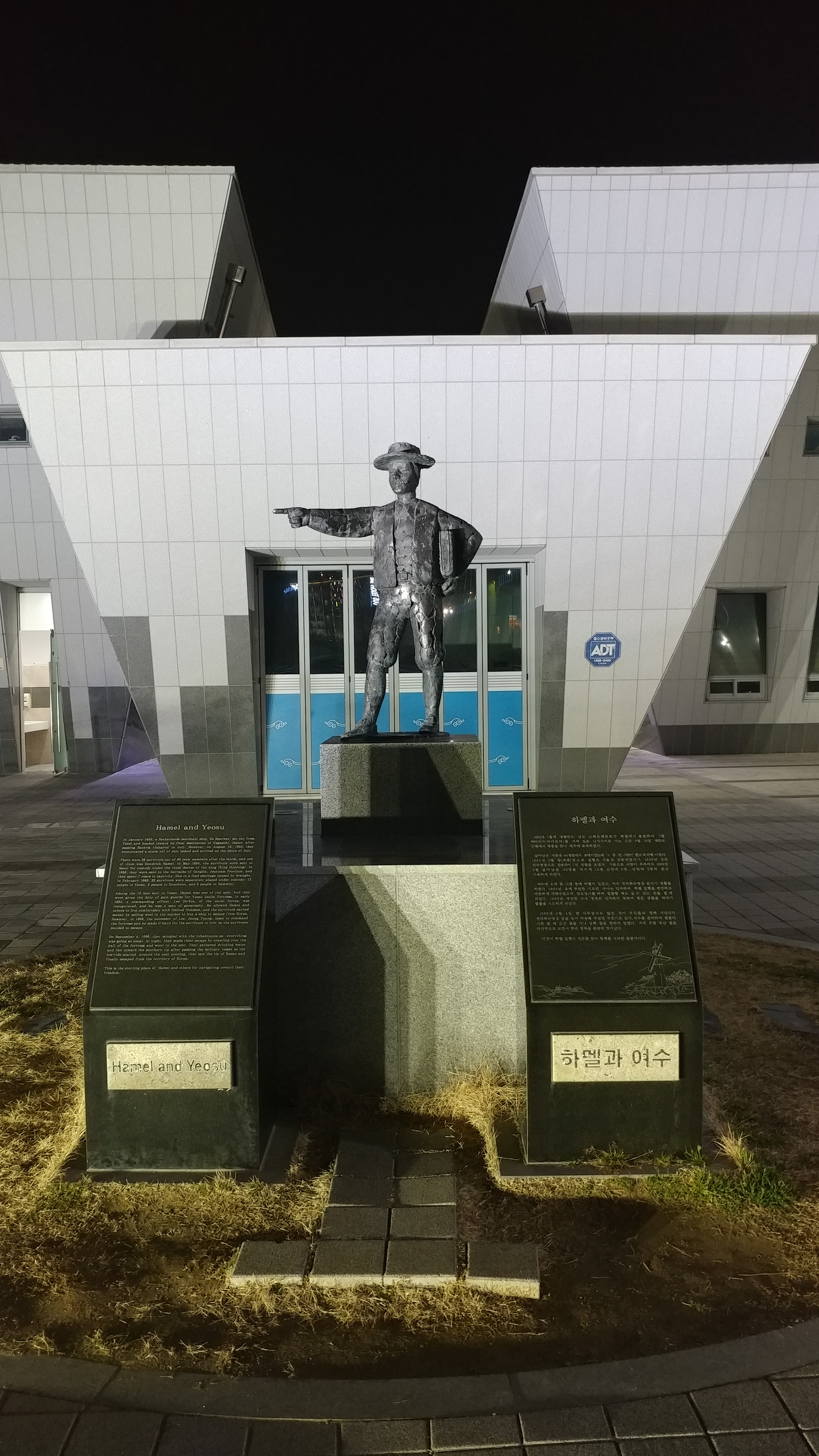
하멜전시관의 하멜동상
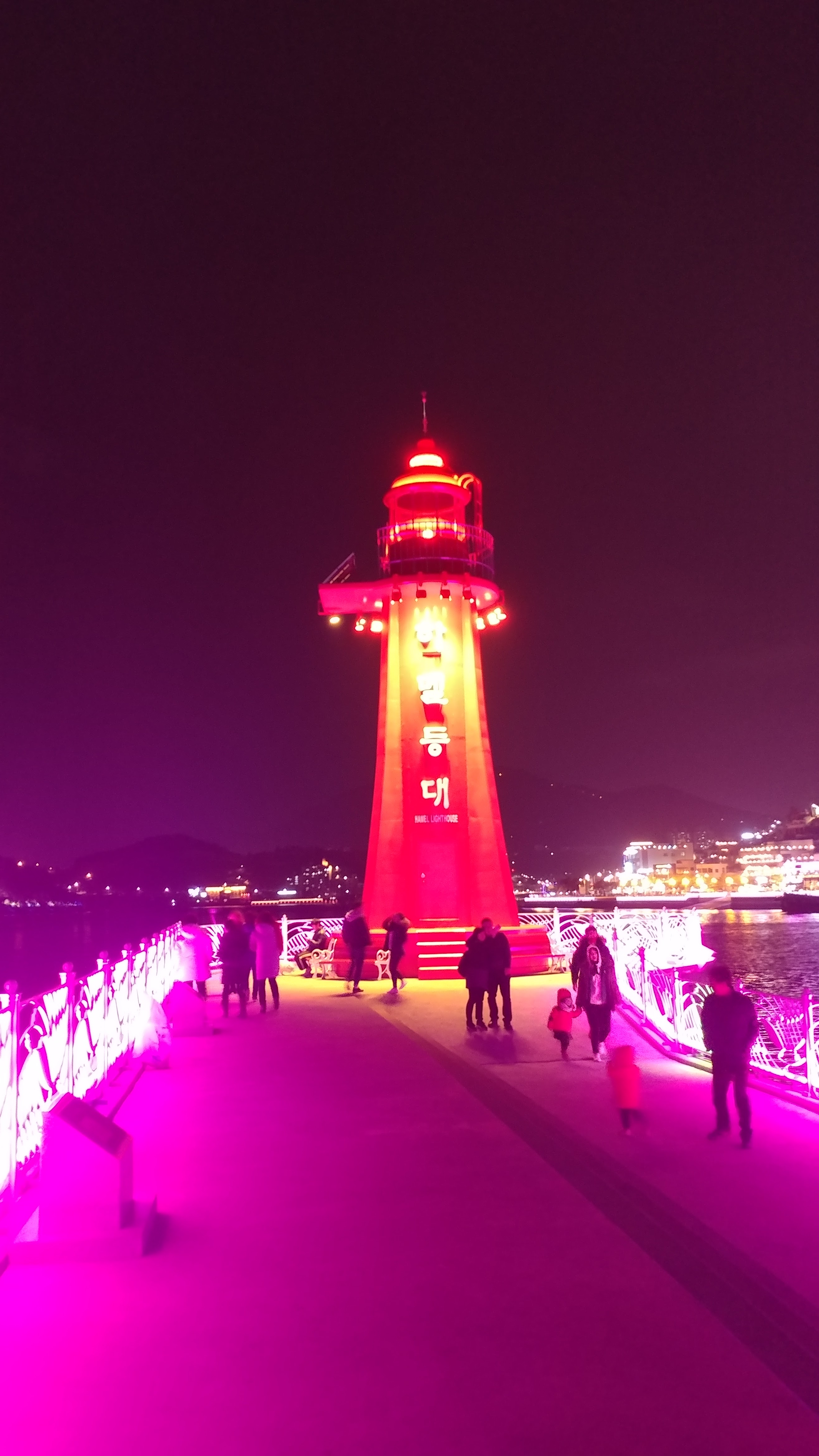
하멜등대